# Parbhani (distrikt)

Distriktets läge i Maharashtra.

Parbhani är ett distrikt i delstaten Maharashtra i västra Indien. Befolkningen uppgick till 1 527 715 invånare vid folkräkningen 2001, på en yta av 6 517 kvadratkilometer. Den administrativa huvudorten är Parbhani. 

## Administrativ indelning
Distriktets är indelat i nio tehsil (en kommunliknande enhet):
- Gangakhed
- Jintur
- Manwath
- Palam
- Parbhani
- Pathri
- Purna
- Sailu
- Sonpeth

## Städer
Distriktets städer är Parbhani, distriktets huvudort, samt:
- Gangakhed, Jintur, Manwath, Pāthri, Pūrna, Sailu samt Sonpeth